# آزموسیس
آزموسیس (به انگلیسی: Ozzmosis) هفتمین آلبوم استودیویی خوانندهٔ هوی متال انگلیسی آزی آزبورن است. این آلبوم در استودیوهای مختلفی در پاریس و نیویورک ضبط شده و تهیه‌کنندهٔ آن مایکل بینهورن بوده‌است. آزموسیس در ۲۳ اکتبر ۱۹۹۵ با برچسب اپیک رکوردز روانهٔ بازار شد. آلبوم در زمان انتشارش بیست و دومین آلبوم پرفروش بریتانیا و چهارمین آلبوم پرفروش ایالات متحده آمریکا شد. «پری میسن»، «اونور می‌بینمت» و «فقط تو رو می‌خوام» تک‌آهنگ‌های آزموسیس بودند که از نوامبر ۱۹۹۵ تا ژوئن ۱۹۹۶ منتشر شدند.
پس از انتشار آلبوم گریه بسه در سال ۱۹۹۱ آزبورن اعلام بازنشستگی کرد با این‌حال ۴ سال بعد با آزموسیس به دنیای موسیقی بازگشت. زک وایلد (گیتاریست)، گیزر باتلر (بیسیست)، دین کاسترونوو (درامر) و ریک ویکمن (نوازندهٔ کیبورد) آزبورن را در ضبط این آلبوم همراهی کردند. آزموسیس بیش از ۳ میلیون نسخه فروش داشت و از انجمن صنعت ضبط موسیقی ایالات متحده آمریکا گواهینامهٔ پلاتینیوم دریافت کرد.

## نظر منتقدان
| بررسی انتقادی    | بررسی انتقادی |
| منبع             | رتبه‌بندی      |
| ---------------- | ------------- |
| آل‌میوزیک         | [ ۲ ]         |
| انترتینمنت ویکلی | C             |

آزموسیس با وجود این‌که از سوی مخاطبان با استقبال روبه‌رو شد و فروش خوبی داشت نقدهای متوسطی از منتقدان دریافت کرد. استیون توماس ارلواین از آل‌میوزیک این آلبوم را به‌خاطر عدم ادامهٔ سیر تکاملی دو آلبوم شرور خستگی‌ناپذیره (۱۹۸۸) و گریه بسه (۱۹۹۱) مورد انتقاد قرار داد. او ضمن ستایش نوازندگی زک وایلد، انتقاداتی را متوجه رویهٔ مایکل بینهورن در تهیه‌کنندگی آلبوم کرد.

## فهرست قطعه‌ها
| شماره      | نام                   | نویسنده(ها)                   | مدت   |
| ---------- | --------------------- | ----------------------------- | ----- |
| ۱.         | «پری میسن»            | آزی آزبورن زک وایلد جان پردل  | ۵:۵۳  |
| ۲.         | «فقط تو رو می‌خوام»    | آزبورن جیم والانس             | ۴:۵۳  |
| ۳.         | «روح پشت چشم‌هایم»     | آزبورن مارک هادسن استیو دوداش | ۵:۱۱  |
| ۴.         | «تندر زیرزمینی»       | آزبورن گیزر باتلر وایلد       | ۶:۳۰  |
| ۵.         | «اونور می‌بینمت»       | آزبورن لِمی وایلد              | ۶:۱۰  |
| ۶.         | «فردا»                | آزبورن وایلد پردل دوین بارون  | ۶:۳۷  |
| ۷.         | «حاشا»                | آزبورن هادسن دوداش            | ۵:۱۲  |
| ۸.         | «مرد کوچک من»         | آزبورن لِمی استیو وای          | ۴:۵۲  |
| ۹.         | «جکیل من قایم نمی‌شه»  | آزبورن باتلر وایلد            | ۶:۳۴  |
| ۱۰.        | «امشب، لس آنجلس قدیم» | آزبورن وایلد پردل             | ۴:۵۰  |
| مجموع مدت: | مجموع مدت:            | مجموع مدت:                    | ۵۶:۴۵ |

| قطعه‌های اضافه شده به نسخهٔ ریمستر شده در سال ۲۰۰۲ | قطعه‌های اضافه شده به نسخهٔ ریمستر شده در سال ۲۰۰۲ | قطعه‌های اضافه شده به نسخهٔ ریمستر شده در سال ۲۰۰۲ | قطعه‌های اضافه شده به نسخهٔ ریمستر شده در سال ۲۰۰۲ |
| شماره                                            | نام                                              | نویسنده(ها)                                      | مدت                                              |
| ------------------------------------------------ | ------------------------------------------------ | ------------------------------------------------ | ------------------------------------------------ |
| ۱۱.                                              | «دنیا داره سقوط می‌کنه»                           | آزبورن تامی شاو جک بلیدز                         | ۵:۰۶                                             |
| ۱۲.                                              | «ایمی»                                           | آزبورن وایلد                                     | ۴:۴۵                                             |
| مجموع مدت:                                       | مجموع مدت:                                       | مجموع مدت:                                       | ۶۶:۳۶                                            |